# Villány
Villány là một thành phố thuộc hạt Baranya, Hungary. Thành phố này có diện tích 22,02 km², dân số năm 2010 là 2467 người, mật độ 112 người/km².